# Etiuda op. 10 nr 3 (Chopin)

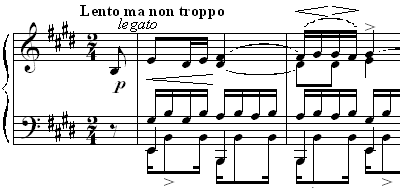
Wstęp Etiudy

Etiuda E-dur op. 10 nr 3 – trzecia z fortepianowych Etiud Fryderyka Chopina. Została skomponowana w 1832 roku, wydana po raz pierwszy we Francji w roku 1833. Melodię zawartą w utworze Chopin uznał za najpiękniejszą ze wszystkich przezeń skomponowanych. Zadedykowana Lisztowi (à son ami Franz Liszt), jak całe opus 10.